# Tiesňavy (Malá Fatra)
Tiesňavy je národní přírodní rezervace v katastrálních územích obcí Belá a Terchová v okrese Žilina v Žilinském kraji na Slovensku. Chráněné území bylo vyhlášeno v roce 1967 a jeho rozloha je 479,21 hektaru. Předmětem ochrany jsou zachovalá společenstva s bohatým výskytem chráněných a ohrožených druhů rostlin a živočichů a výrazné tvary reliéfu Malé Fatry. Tiesňavy tvoří vstup do Vrátné doliny, který vede úzkým kaňonem říčky Varínka s více vodopády.

## Popis
Základ geologického podloží tvoří vápenec, dolomit. Nachází se zde několik zajímavých skalních útvarů, z nichž nejznámější je kamenný Mnich. Další útvary připomínají velblouda, Pět formanů, krokodýla, Jánošíkovu kuželnu, Jánošíkovu postel a Varhany. Údolí Obšívanka, které tvoří část Tiesňav a vede ním v současnosti nepřístupná "Zbojnická stezka", je hnízdištěm orla skalního. Klimatická inverze je příčinou sestupu vysokohorské flóry do níže položených oblastí, v údolí Obšívanka je tím nejnižší výskyt dryádky osmiplátečné (Dryas octopetala) a kosodřeviny v Malé Fatře. Vzácně se zde vyskytuje i ostřice nízká (Carex humilis) a Kostřava sivá (Festuca pallens).